# Neil Burger
Neil Norman Burger (Greenwich; Connecticut; 22 de noviembre de 1963) es un director de cine y televisión, guionista y productor estadounidense. Es más conocido por haber dirigido el falso documental Interview with the Assassin en 2002, la película El ilusionista en 2006 (protagonizada por Edward Norton y Jessica Biel) y la película Sin límites (2011), protagonizada por Bradley Cooper, entre otros trabajos.

## Biografía
Tras asistir a la escuela Greenwich Country Day School en Greenwich, Connecticut, Burger se graduó en la Universidad de Yale con un grado en artes, luego de lo cual se vio envuelto con películas experimentales durante la década de 1980.
Burger dirigió y escribió en 2002 Interview with an Assassin, cinta que ganó el premio a Mejor película en el Festival de Cine de Woodstock. Interview with the Assassin también fue nominada a tres premios Independent Spirit.
Burger dirigió y escribió El ilusionista en 2006, la cual fue adaptada a la pantalla grande del cuento "Eisenheim the Illusionist" de Steven Millhauser. El estreno de la película se dio en el Festival de Cine de Sundance de 2006. Esta cinta también abrió el Festival de Cine de Seattle de 2006.
En 2008 estrenó la cinta The Lucky Ones, protagonizada por Tim Robbins, Rachel McAdams y Michael Peña.
En 2011 dirigió la película Sin límites, protagonizada por Bradley Cooper.
En 2014 estrenó Divergent, primera parte de la trilogía basada en la serie de novelas de Divergente, de la autora Veronica Roth.
En 2017 dirigió la película The Upside, protagonizada por Kevin Hart, Bryan Cranston y Nicole Kidman.

## Filmografía
| Año  | Título                      | Director | Guionista | Productor |
| ---- | --------------------------- | -------- | --------- | --------- |
| 1991 | Books: Feed Your Head       | Sí       | No        | No        |
| 2002 | Interview with the Assassin | Sí       | Sí        | No        |
| 2006 | El ilusionista              | Sí       | Sí        | No        |
| 2007 | The Lucky Ones              | Sí       | Sí        | Sí        |
| 2011 | Sin límites                 | Sí       | No        | Ejecutivo |
| 2012 | The Asset                   | Sí       | No        | No        |
| 2014 | Divergente                  | Sí       | No        | No        |
| 2016 | The Jury                    | Sí       | No        | No        |
| 2016 | Billions                    | Sí       | No        | Ejecutivo |
| 2017 | The Upside                  | Sí       | No        | No        |
| 2021 | Voyagers                    | Sí       | Sí        | Sí        |
| 2023 | The Marsh King's Daughter   | Sí       | No        | No        |
| TBA  | Summer Frost                | Sí       | No        | No        |